# 跨太平洋飛行

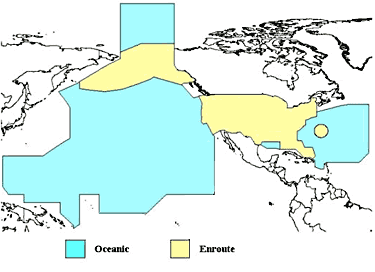
由美国ATC机构负责的管制区地图：可见太平洋上的奥克兰海上飞行情报区和安克雷奇路上、海洋和极地飞行情报区

跨太平洋飛行（Transpacific flight）指從美洲飛越至亞洲或澳洲的飛行。此概念比跨大西洋飛行晚出，飛機師之間的競爭也較晚。第一個完成者是查尔斯·金斯福德·史密斯，由美國加州起飛，1928年6月9日達澳洲布里斯本，中間停靠了夏威夷等太平洋島嶼。而第一個不停站的直飛由Clyde Pangborn達成，從日本三沢市起飛，1931年達美國華盛頓州東韋納奇。

## 航空管制
- 奥克兰海上飞行情报区：由奥克兰航路交通管制中心（英语：Oakland Air Route Traffic Control Center）负责，涵盖北太平洋大部
- 福冈飞行情报区：航空交通管理中心（日语：航空交通管理センター）洋上管理区负责，涵盖西北太平洋。
- 安克雷奇大陆、海洋和极地飞行情报区：安克雷奇航路交通管制中心（英语：Anchorage Air Route Traffic Control Center）负责，覆盖阿拉斯加州及部分北冰洋[2]
- 马加丹海上飞行情报区和马加丹/索科尔飞行情报区[3][4][5]：由俄联邦国家空管公司（俄语：Госкорпорация по ОрВД）东北支部负责，涵盖俄罗斯远东地区和部分北冰洋，极地航线使用。